# Libertad Lamarque
Libertad Lamarque de Bouza (Rosário, 24 de Novembro de 1908 — Cidade do México, 12 de dezembro de 2000) foi uma atriz argentina radicada no México.

## Biografia
Filha de um uruguaio de origem francesa, Gaudencio Lamarque (1874-1947), e de uma imigrante espanhola, Josefa Bouza (1863-1932), desde os primeiros anos de vida Libertad mostrou grande talento para a atuação e principalmente para cantar, razão pela qual sua mãe apoiou-a em tudo o que pode, aos sete anos estreou-se numa peça de teatro, e aos doze anos já era uma profissional.
Em 1922, a família Lamarque foi viver em Buenos Aires onde Libertad poderia alcançar um futuro artístico. Quando Libertad completou dezoito anos, em 1926, gravou o seu primeiro álbum de tangos, que foi um admirável sucesso. Os êxitos sucederam-se, mas Libertad sentia necessidade de amar e ser amada em casa com Emílio Romero, com quem teve uma filha em 1928 de nome Mirtha. Passados anos as decepções começam a surgir e Libertad pede o divórcio, mas naquele tempo era muito difícil.
Após este fato, Libertad começa a sofrer de depressões e com o desespero tenta o suicídio, atirando-se da janela de um hotel em Santiago do Chile, mas felizmente o toldo do hotel a salva. Logo o seu ex-marido, rapta sua filha e leva-a para o Uruguai.
Libertad acompanhada de polícia e amigos parte para Montevideu, com o propósito de recuperar a sua filha.
Mas a sua carreira continuou e sempre com êxitos, embora uma grande discussão com a colega de teatro  Eva Duarte (mais tarde conhecida mundialmente como Eva Perón), levou-a a sair da Argentina e ir para o México acompanhada pelo seu segundo marido.
Em 1945 no México todos conheciam Lamarque como uma excelente atriz dramática, uma ótima cantora de tangos, boleros e canções folclóricas da América Latina, e por estes motivos começaram a chamar-lhe a “Noiva da América”.
Quando volta a Buenos Aires, depois da queda de Peron, entrou na peça “La Dolly Levy” de Hello Dolly, o povo ansioso por aquela magnífica voz, aclamou-a com admiração, respeito e amor. Em toda a América do Sul Libertad junta multidões. Os anos passaram e em 1996 decidiu radicar-se em Miami, Flórida, acompanhada de sua ajudante Irene Lopez, e sua filha Mirtha, seu genro, cinco netos e dez bisnetos ficaram em Buenos Aires.
Ainda com 92 anos, Libertad continuava ativa, alegre, cordial e muito feliz porque participava da telenovela Carita de ángel.
Numa manhã, sentiu-se mal e teve de ser internada de urgência no Hospital do Distrito Federal mexicano, onde esteve hospitalizada dez dias, e no dia 12 de dezembro de 2000 (dia da Virgem de Guadalupe), a Dama do Tango, a Noiva da América veio a falecer. Seu corpo foi cremado e as suas cinzas deitadas na costa de Miami. Silvia Pinal assumiu seu lugar em Carita de ángel nos capítulos seguintes.

## Filmes
- La mamá de la novia (1978) ....
- La loca de los milagros (1975) .... Aurora Durban
- Negro es un bello color (1974) .... Eugenia
- Hoy he soñado con Dios (1972) .... Lina Alonso
- La sonrisa de mamá (1972) .......
- Rosas blancas para mi hermana negra (1970) .... Laura
- El hijo pródigo (1969) .... Alegría Román
- Arrullo de Dios (1967) ......
- Los hijos que yo soñé (1965)
- Canta mi corazón (1965) .... Luisa Lamas
- Canción del alma (1964) .... María Maragón
- El cielo y la tierra (1962)
- El pecado de una madre (1962) .... Ana María
- Bello recuerdo (1961)... aka Así era mi madre (Mexico)
- Amor en la sombra (1960) .... Claudia
- Creo en ti (1960) ... aka Esposa o amante (Mexico: subtitle)
- La cigüeña dijo sí (1960)
- Yo pecador (1959)
- Mis padres se divorcian (1959) .... Diana Valdez
- Sabrás que te quiero (1958) ......
- Música de siempre (1958).....
- Cuatro copas (1958)......
- La mujer que no tuvo infancia (1957)
- Bambalinas (1957) .....
- Bodas de oro (1956) ......
- Historia de un amor (1956) .... Elena Ramos
- Escuela de música (1955) .... Laura Galván
- La mujer X (1955) ......
- Si volvieras a mi (1954) .... Alejandra
- Cuando me vaya (1954) .... María Grever
- La infame (1954) .... Cristina Ferrán
- Reportaje (1953) .... Unemployed Singer
- Ansiedad (1953) .... María de Lara
- Nunca es tarde para amar (1953)
- Acuérdate de vivir (1953) .... Yolanda
- Rostros olvidados (1952) .... Rosario Velazquez
- Mi campeón (1952)
- Te sigo esperando (1952)
- La loca (1952)
- La mujer sin lágrimas (1951)
- La marquesa del barrio (1951) .... Cristina Payares/La Marquesa
- Huellas del pasado (1950)
- Otra primavera (1950)
- La dama del velo (1949)
- Soledad (1947)
- Gran Casino (Tampico) (1947) .... Mercedes Irigoyen
- Romance musical (1947)
- La cabalgata del circo (1945) .... Nita
- El fin de la noche (1944) .... Lola Morel
- Eclipse de sol (1943)
- En el viejo Buenos Aires (1942)
- Una vez en la vida (1941)
- Yo conocí a esa mujer (1941)
- Cita en la frontera (1940)
- La casa del recuerdo (1940)
- Caminito de Gloria (1939)
- Puerta cerrada (1939) .... Nina Miranda
- Madreselva (1938)
- La ley que olvidaron (1938) .... María
- Besos brujos (1937)
- Ayúdame a vivir (1936) .... Luisita
- El alma de bandoneón (1935)
- ¡Tango! (1933) .... Elena
- Adiós Argentina (1930) .... Bride of Homeless

## Telenovelas
- 2000 - Carita de ángel - Madre Superiora
- 1998 - La usurpadora - Vovó Piedade Bracho
- 1983 - Amada - Amada
- 1980 - Soledad (telenovela) - Soledad
- 1975 - Mama (telenovela) - Soledad
- 1970 - Esmeralda (telenovela venezuelana) - Irmã Piedad

## Músicas
- Besos Brujos
- A Media Luz
- La Cumparsita
- Quiéreme Mucho
- Madreselva
- Volver

- Caminito
- Nostalgias
- Sus Ojos Se Cerraron
- Uno
- Y...
- Tipitipitin
- Alma Mía
- La Chica Del 17